# Villanuiz
Villanuiz (llamada oficialmente Santo Antonio de Vilanuíde) es una parroquia y una aldea española del municipio de Quiroga, en la provincia de Lugo, Galicia.

## Otras denominaciones
La parroquia también es conocida por los nombres de San Antonio de Vilanuide y San Antonio de Vilanuiz.

## Organización territorial
La parroquia está formada por nueve entidades de población, constando dos de ellas en el nomenclátor del Instituto Nacional de Estadística español:

### Entidades de población
Entidades de población que forman parte de la parroquia:
- A Aira Vella
- A Presa
- A Vena da Carreira
- O Campo
- O Corgo
- O Curralón
- O Fondo do Lugar
- Vilanuíde

### Despoblado
Despoblado que forma parte de la parroquia:
- Chouzas (As Chouzas)

## Demografía
Gráfica demográfica de la aldea de Vilanuíde y de la parroquia de Villanuiz según el INE español:
| Gráfica de evolución demográfica de Villanuiz entre 2000 y 2020 |
|                                                                 |
| Datos según el nomenclátor publicado por el INE.                |